# سفين بارث
سفين بارث (بالألمانية: Sven Barth)‏ هو سائق سباق ألماني، ولد في 30 ديسمبر 1980 في فاينهايم في ألمانيا.

## وصلات خارجية
- سفين بارث على موقع DriverDB.com (الإنجليزية)